# شیکی (رمان)
شیکی (屍鬼, "Corpse Demon" or "Death Spirit") یک رمان ژانر ترسناک است که توسط فویومی اونو نوشته شده‌است. در ابتدا توسط شینچوشا در سال ۱۹۹۸ در دو قسمت منتشر شد، سپس در سال ۲۰۰۲ در پنج قسمت تجدید چاپ شد. یک مجموعه مانگا که داستان را اقتباس می‌کند و توسط ریو فوجیساکی طراحی شده‌است از دسامبر ۲۰۰۷ تا ژوئن ۲۰۱۱ در مجله ماهانه ژاپنی جامپ اسکوئر سریال‌سازی شد. انیمه اقتباسی مانگا توسط داوم از ژوئیه تا دسامبر ۲۰۱۰ از تلویزیون فوجی آغاز شد. توزیع کننده انیمه آمریکای شمالی فانیمیشن این سریال را در درگاه ویدیویی آنلاین خود پخش‌همزمان کرده و این مجموعه را در ماه مه ۲۰۱۲ روی دی‌وی‌دی و بلوری منتشر کرد.